# Les Deux Vagabonds
Pour plus de détails, voir Fiche technique et Distribution.
Les Deux Vagabonds (titre original : Scram!) est un film américain réalisé par Ray McCarey et Lloyd French (non crédité), mettant en scène Laurel et Hardy, sorti en 1932.

## Synopsis
Dans une salle d’audience, Stan et Oliver comparaissent devant le juge Beaumont pour une accusation de vagabondage. Le duo met rapidement le magistrat en colère, qui ne peut pas les placer en détention provisoire pendant 180 jours comme il le ferait normalement parce que la prison est pleine. A la place, il leur donne une heure pour quitter la ville, les menaçant de construire une prison spécialement pour eux deux, s'il les revoit encore une fois.
Plus tard, alors que Stan et Ollie marchent sur le trottoir dans une forte tempête de pluie, ils rencontrent un homme bien habillé mais très ivre et l’aident à récupérer sa clé de voiture, qu’il a laissée tomber sur une grille, et en retour, il invite le couple de sans-abri à rester dans son manoir. Une fois arrivés à la résidence, l’ivrogne sympathique ne peut pas trouver sa clé de maison mais les garçons entrent finalement dans la maison, où ils surprennent une jeune femme, la faisant s’évanouir. Ils la raniment avec ce qu’ils pensent être de l’eau, mais c’est en fait du gin, et tous les trois deviennent ivres à leur tour. 
Alors qu'ils écoutent de la musique et dansent dans la chambre de la femme, le riche homme apprend du majordome qu’il est dans la mauvaise maison, alors il s’éloigne en titubant pour trouver sa vraie maison. Bientôt le véritable propriétaire du manoir arrive, c’est le juge Beaumont. Trouvant Stan et Ollie à l’étage avec sa femme ivre et portant son pyjama, le juge enragé avance de manière inquiétante vers Stan et Oliver, qui se retirent précipitamment dans un coin de la chambre. Pris de panique, Stan éteint les lumières et le film se termine dans l’obscurité avec la colère du juge Beaumont véhiculée par une bande sonore de bruits de verre cassé, de cris, de tourbillons et d’explosions !

## Fiche technique
- Titre original : Scram!
- Titre français : Les Deux Vagabonds
- Réalisation : Ray McCarey et Lloyd French (non crédité)
- Scénario : H. M. Walker (dialogues)
- Photographie : Art Lloyd
- Montage : Richard C. Currier et Bert Jordan
- Producteur : Hal Roach
- Société de production : Hal Roach Studios
- Société de distribution : Metro-Goldwyn-Mayer
- Pays de production :  États-Unis
- Langue : anglais
- Format : Noir et blanc - 35 mm - 1,37:1 - sonore
- Genre : comédie
- Longueur : deux bobines
- Date de sortie :
  - États-Unis : 10 septembre 1932

## Distribution
Source principale de la distribution :
- Stan Laurel : Stanley
- Oliver Hardy : Oliver Hardy
- Richard Cramer : le juge Beaumont
- Arthur Housman[2] : l'ivrogne
- Vivien Oakland[3] : Mrs. Beaumont

Reste de la distribution non créditée :
- Wilson Benge : Hawkins, le valet
- Baldwin Cooke : le greffier
- Charles Dorety : l'avocat
- Sam Lufkin : un policier
- Charles McMurphy : un policier